# Споменик природе Пећина у селу Бањица
Споменик природе „Пећина у селу Бањица“ се налази у селу Бањица, на територији општине Глоговац, на Косову и Метохији. За заштићено подручје је проглашена 1987. године, као споменик природе.
Пећина је развијена у сивим и беличастим кречњацима мезозојске старости. Има неприступачан улаз од око 1m² којим се вертикалним стрмим каналом спушта у дворану димензија 3 x 3 метра.

## Решење - акт о оснивању
Одлука СО Глоговац, 01 број 845 од 1. јуна 1987. Службени лист САПК бр. 23/87